# Charles Baldwin
Pour les articles homonymes, voir Baldwin.
Charles Henry Baldwin (1834-1896) est un marin et enseignant américain qui fut conseiller étranger au Japon durant l'ère Meiji. 

## Biographie
Il navigue dans sa jeunesse à bord d'un navire marchand puis entre dans la marine à 17 ans. Lorsque la guerre de Sécession éclate en 1861, il combat au front. Il retourne ensuite sur les mers et devient capitaine de la frégate américaine Oneida (en) stationnée au Japon. Il tombe très vite sous le charme de ce pays et démissionne de la marine pour s'installer à Yokohama.
En 1862, il fonde sa propre entreprise, Baldwin & Co, qu'il gère jusqu'en 1867 avant de rejoindre un an plus tard la compagnie Lehmann, Hartmann & Co qui vient de s'installer à Osaka. L'année suivante, il ouvre une école privée dans cette ville et enseigne la cartographie, la navigation, l'arithmétique, et l'anglais. En 1870, une école de langue est établie à Kyoto et Charles Baldwin est embauché par le ministère de l'Éducation japonais, en tant que conseiller étranger, pour y enseigner du 25 mars 1872 au 20 avril 1873 et le contrat est prolongé jusqu'au 7 juillet 1874.
En 1875, l'école Dōshisha (future université Dōshisha) est fondée à Kyoto. Baldwin commence à y enseigner également avant de travailler dans un lycée de la ville. Ses contrats vont du 20 décembre 1876 au 14 mars 1877 et du 15 avril 1879 au 31 mars 1886. En plus de l'anglais, il enseigne aussi l'arithmétique et l'astronomie.
À la fin de son engagement en 1886, il retourne aux activités commerciales et dirige sa boutique jusqu'en 1889 quand il redevient enseignant au collège de l'Est de Hongan-ji. En 1893, il quitte Kyoto et est employé pendant une courte période comme professeur d'anglais aux lycées de Kōchi et de Kumamoto. Il meurt le 5 juin 1896 à Kobe et est enterré au cimetière étranger de Kasugano.